# Ernestine Diwisch
Ernestine Diwisch (geboren am 23. März 1921 in Wien; gestorben am 24. Mai 1944 ebenda) war eine österreichische Tabelliererin und Widerstandskämpferin gegen den Nationalsozialismus. Sie wurde von der NS-Justiz zum Tode verurteilt und geköpft.

## Leben
Als Tochter der Anna Diwisch geb. Jezek und eines Reichsbahnangestellten geboren, besuchte sie nach der Pflichtschule eine Hausfrauenschule. Ab Mai 1941 arbeitete sie zunächst als kaufmännische Angestellte bei der Allianz-Versicherung, später im Flugzeugmotorenwerk Wiener Neustadt.
Von 1932 bis 1934 gehörte sie den Roten Falken an, ab 1940 arbeitete sie für den verbotenen Kommunistischen Jugendverband (KJVÖ). Sie schloss sich der Gruppe Soldatenrat an, verschickte deren Zeitschrift und illegale Flugblätter an Frontsoldaten. Auch beteiligte sie sich an der „Brandplättchenaktion“ des Widerstandskämpfers Walter Kämpf.
Sie wurde am 25. Mai 1943 verhaftet und am 23. September 1943 vom Oberreichsanwalt beim Volksgerichtshof Berlin wegen „Vorbereitung zum Hochverrat und Feindbegünstigung“ angeklagt. In der Anklage wurde sie auch beschuldigt, an Zusammenkünften der KJV-Mitglieder in Wien teilgenommen zu haben.

### Todesurteil
„Insbesondere kann bei der Angeklagten Diwisch keinesfalls bloß Beihilfe vorliegen, wie die Verteidigung geltend gemacht hat. Für die kommunistische Einstellung dieser Angeklagten und für ihr eigenes politisches Interesse an der Durchsetzung kommunistischer Ideen spricht vor allem der Umstand, dass sie sich nach ihren eigenen Angaben in der Hauptverhandlung wegen ihrer kommunistischen Tätigkeit im Jahre 1940 mit ihrem Verlobten entzweit hat. Ein junges Mädchen, das das zu Wege bringt, muss seinen politischen Ideen in ganz besonderem Maße verfallen sein. Es spielt dabei gar keine Rolle, dass sie sich zu untergeordneten Funktionen hergegeben hat. Nicht die Art der Tätigkeit ist für die Beurteilung der Tat ausschlaggebend, sondern der Vorsatz, der den Täter bei Ihrer Ausführung begleitet hat.“

Mitangeklagt waren die Genossen und Genossinnen Friedrich Muzyka, Alfred Rabofsky, Ernestine Soucek, Sophie Vitek und Anna Wala. Ernestine Diwisch wurde am 8. Februar 1944 vom Volksgerichtshof in Wien zum Tode und zum „Ehrverlust auf Lebensdauer“ verurteilt. Von ihren Mitangeklagten überlebten nur Sophie Vitek, deren Todesurteil in eine 15-jährige Zuchthausstrafe abgeändert wurde, und Ernestine Soucek, welche zu acht oder neun Jahren Zuchthaus verurteilt worden war.

### Hinrichtung
Ernestine Diwisch wurde, ebenso wie Friedrich Muzyka und Anna Wala, am 24. Mai 1944 im Landesgericht Wien durch das Fallbeil hingerichtet.

## Gedenken
Ihr Name findet sich auf der Gedenktafel im ehemaligen Hinrichtungsraum des Wiener Landesgerichts.
Im Oktober 2006 wurde in Rudolfsheim-Fünfhaus, dem 15. Wiener Gemeindebezirk, der Ernestine-Diwisch-Park nach ihr benannt. Der Park liegt zwischen Braunhirschengasse und Grimmgasse.